# Gellé-Versuch
Der Gellé-Versuch prüft die Beweglichkeit der Gehörknöchelchenkette und kann bei der Otosklerose-Diagnostik hilfreich sein. Der Test ist nach dem französischen Ohrenarzt Marie Ernest Gellé (1834–1923) benannt, der ihn 1881 beschrieb.
Eine schwingende Stimmgabel wird auf den Schädel gesetzt, zusätzlich ein Politzerballon auf den Gehörgang. Durch die Kompression des Politzerballons wird ein Überdruck erzeugt, der eine Versteifung der Schallleitungskette bewirkt.
Das normal funktionierende Mittelohr, aber auch Mittelohrprozesse mit beweglicher Steigbügelfußplatte werden durch den Überdruck sowohl in Knochenleitung als auch in Luftleitung behindert, der Ton der Stimmgabel wird für den Untersuchten deutlich leiser (Gellé positiv).
Bei Steigbügelfixation hingegen ist nur die Luftleitung vorbestehend verschlechtert, während die Knochenleitung eine auch beim Gellé-Versuch unveränderte Hörschwelle zeigt, der Stimmgabelton bleibt für den Untersuchten trotz der Druckerhöhung im Gehörgang gleich laut.
Richtungsweisend für die Diagnose Stapesfixation bzw. Otosklerose ist also das gleich bleibende Ergebnis mit und ohne Überdruck im äußeren Gehörgang in der Knochenleitung.
Zur Differenzierung von kochleären und retrokochleären Hörstörungen ist der Versuch nicht geeignet.
Für weitere Stimmgabelprüfungen siehe auch: Bing-Test, Rinne-Test, Weber-Test.